# Burlada
Burlada en espagnol, ou Burlata en basque, est une municipalité de la communauté forale de Navarre, dans le Nord de l'Espagne.
Elle est située dans la zone linguistique mixte de la province, dans la mérindade de Sangüesa.
La localité est un point de passage pour le Camino navarro du pèlerinage de Saint-Jacques-de-Compostelle.

## Localités limitrophes
| Nord-ouest Pampelune | Nord Pampelune et Villava | Nord-est Villava                     |
| Ouest Pampelune |                           | Est Huarte                           |
| Sud-ouest Pampelune | Sud Pampelune             | Sud-est Pampelune Sarriguren (Egüés) |
| Entre parenthèses sont indiqués le cas échéant les municipios (municipalités ou cantons) dont dépendent les concejos (communes) ou autres localités mineures. |                           |                                      |

## Histoire
Il était fréquent que les rois de Navarre passent un moment de détente dans le palais dont ils disposaient à Burlada. Ce palais, aujourd'hui détruit, était relié de façon privée avec l'ancienne église romaine, également détruit au milieu du XXe siècle.
Une autre date qui dénote l'importance historique de cette localité est le pont romain surplombant le rio Arga qui traverse le village.

## Transports et communications

### Transports en commun
Les lignes  4 7 19 N5 N10 de Eskualdeko Hiri Garraioa desservent Burlata.

### Transports routiers
Burlata est directement reliée à Pampelune, distante de trois kilomètres environ. La N-135, qui relie Pampelune à la France via Luzaide, traverse Burlata dans sa partie méridionale. La N-121-A (Pampelune-France via Irun) traverse Burlata par son centre.

## Démographie
| Évolution démographique                                  | Évolution démographique | Évolution démographique | Évolution démographique | Évolution démographique | Évolution démographique | Évolution démographique | Évolution démographique | Évolution démographique | Évolution démographique | Évolution démographique |
| 1996                                                     | 1998                    | 1999                    | 2000                    | 2001                    | 2002                    | 2003                    | 2004                    | 2005                    | 2006                    | 2007                    |
| -------------------------------------------------------- | ----------------------- | ----------------------- | ----------------------- | ----------------------- | ----------------------- | ----------------------- | ----------------------- | ----------------------- | ----------------------- | ----------------------- |
| 15 366                                                   | 15 860                  | 16 647                  | 16 887                  | 17 288                  | 17 647                  | 17 964                  | 18 040                  | 18 316                  | 18 388                  | 18 337                  |
| Sources : Burlada et instituto de estadística de navarra |                         |                         |                         |                         |                         |                         |                         |                         |                         |                         |

## Culture et patrimoine

### Pèlerinage de Saint-Jacques-de-Compostelle
Sur le Camino navarro du Pèlerinage de Saint-Jacques-de-Compostelle, on vient du municipio de Villava.
La prochaine halte est la ville de Pampelune.

## Personnalités
- Fernando Chivite, écrivain en vers et prose navarrais, né à Pampelune en 1959.
- Koldo Gil (1978) : cycliste espagnol né le 16 janvier 1978 à Burlada.
- Rubén Beloki (1974) : Pelotari né à Burlada le 8 août 1974. 4 fois champion individuel à main nue.
- Mateo Garralda (1969) : joueur de handball, né le 1er décembre 1969. Il joue au poste d'ailier droit.
- Joaquín Asiáin (1968) : ténor.
- Jesús Artola (1886-1970) : Politique républicain. Gouverneur civil de Guipuscoa pendant la Guerre civile espagnole.
- Hilarión Eslava (Burlada 21 octobre 1807 - Madrid 23 juillet 1878): Compositeur et musicologue. fut un ardent défenseur de l'opéra espagnol.
- Leonor de La Marche[3] (Burlada 1407-? 1464): Éleonore de Bourbon-La Marche. Princesse navarraise; fille de Jacques II de Bourbon, comte de La Marche, et de Béatrice d'Évreux, duchesse de Nemours et nièce de Charles III le Noble.

## Jumelage
- Floirac (France) depuis 1985[4]

### Sources et bibliographie
- (es) Cet article est partiellement ou en totalité issu de l’article de Wikipédia en espagnol intitulé « Burlada » (voir la liste des auteurs).
- Grégoire, J.-Y. & Laborde-Balen, L., « Le Chemin de Saint-Jacques en Espagne - De Saint-Jean-Pied-de-Port à Compostelle - Guide pratique du pèlerin », Rando Éditions, mars 2006,  (ISBN 2-84182-224-9)
- « Camino de Santiago St-Jean-Pied-de-Port - Santiago de Compostela », Michelin et Cie, Manufacture Française des Pneumatiques Michelin, Paris, 2009,  (ISBN 978-2-06-714805-5)
- « Le Chemin de Saint-Jacques Carte Routière », Junta de Castilla y León, Editorial Everest